# Century of Progress

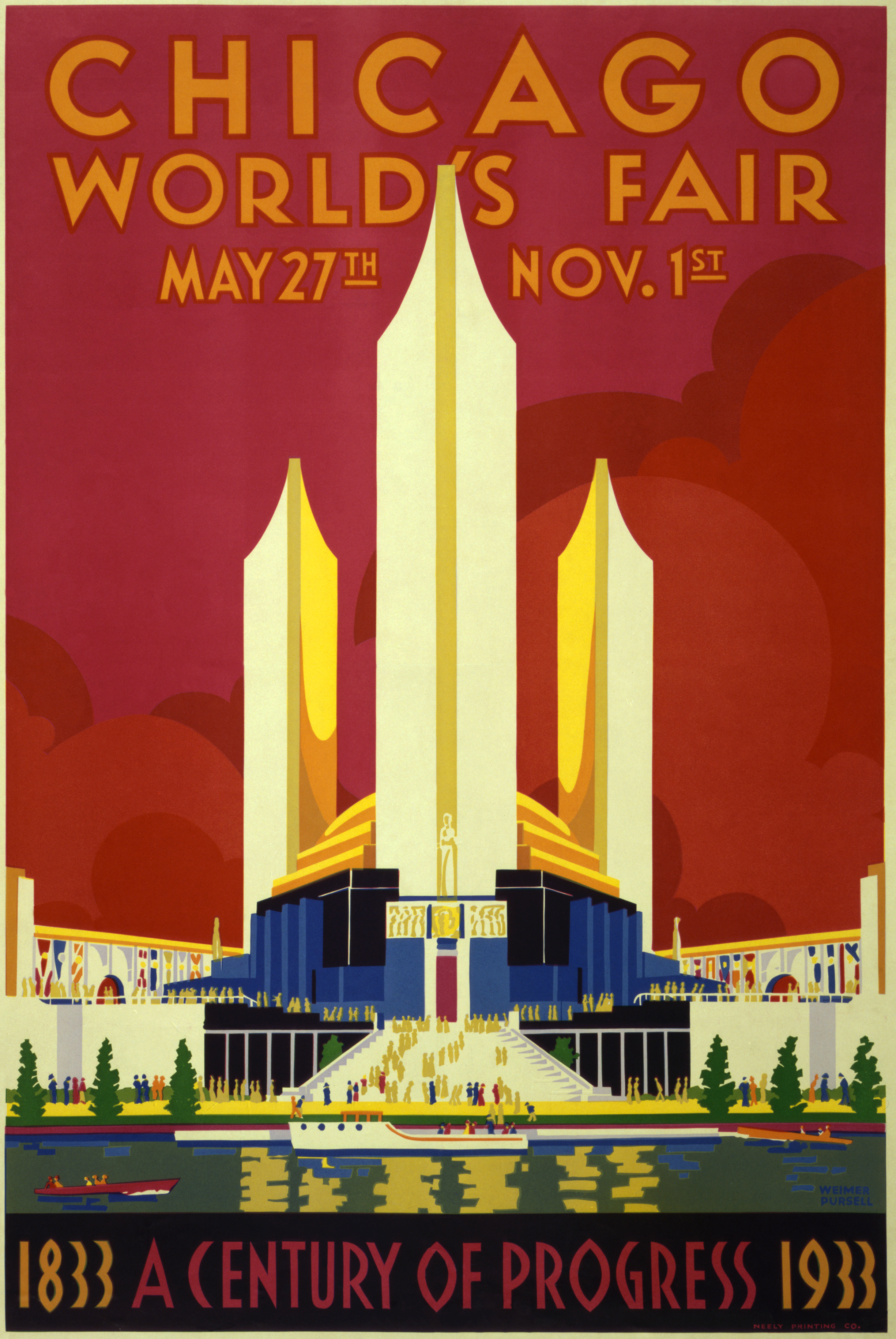
Poster al 1933 Century of Progress World's Fair

A Century of Progress International Exposition (Expoziția internațională "Un secol de progress") a fost numele Expoziției Mondiale (engleză World's Fair), care s-a ținut în orașul Chicago în anii 1933 și 1934 pentru a marca aniversarea centenarului orașului. Tema expoziției a fost inovația tehnologică.  Motto-ul său a fost, "Știința descoperă, industria aplică, omul adaptează" (conform originalului, "Science Finds, Industry Applies, Man Adapts"), iar simbolul său arhitectural a fost Sky Ride, un sistem de transport orientat perpendicular pe coasta lacului Michigan folosit pentru transportarea vizitatorilor dintr-un capăt la altul al expoziției.

## Istoric
Târgul și expoziția A Century of Progress au fost organizate ca o corporație non-profit înregistrată în statul  Illinois în ianuarie 1928 cu scopul de a planifica și găzdui Expoziția mondială din Chicago în anul 1934.  Locul desemnat a fost ales ca adiacent coastei lacului Michigan, situat între străzile a 12-a și a 39-a. Ocupând o suprafață de circa 1.7 km² (sau 427 de acri), respectiv o porțiune din parcul Burnham, expoziția Century of Progress a fost deschisă publicului la 27 mai 1933.
În concordanță cu tema expoziției, inovația tehnologică, târgul a fost deschis la momentul când luminile sale au fost automat activate de detectarea razelor stelei Arcturus. Această stea a fost aleasă întrucât se află la o distanță de Pământ, exprimată în ani lumină, egală cu timpul scurs de la ultima expoziție universală organizată de orașul Chicago, World's Columbian Exposition, din anul 1893. Razele stelei Arcturus, captate cu ajutorul unor celule fotoelectrice, de diverse observatoare astronomice, fuseseră transformate în curent electric care a activat startul expoziției.

## Expoziții

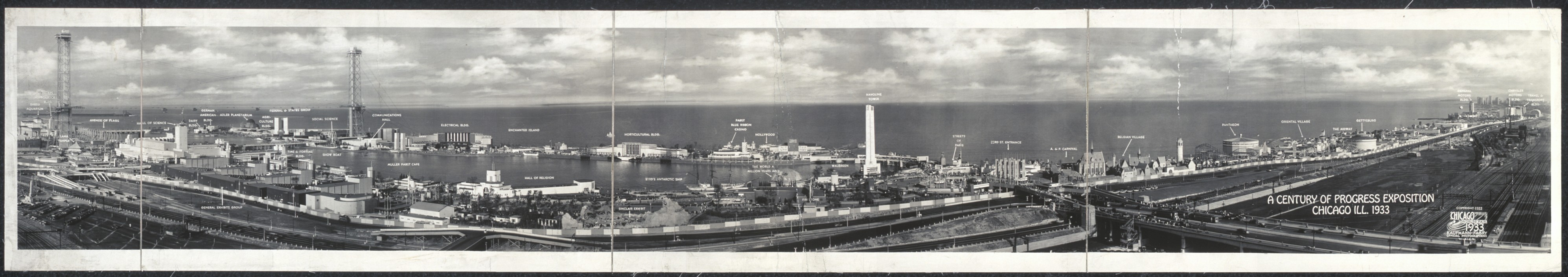
Vedere panoramică a 1933 Century of Progress World's Fair

## Succes
Inițial, târgul a fost programat să se încheie la 12 noiembrie 1933, dar datorită enormului succes avut, a fost redeschis anul următor, între 26 mai și 31 octombrie 1934. Finanțarea s-a produs în special pe baza vinderii calității de membru, care permitarea achiziționarea unui anumit numă de intrări la un preț redus. Mai mult de $ 800.000 au fost colectați în acest fel, semnalând ieșirea țării din perioada Marii depresiuni economice.

## Galerie

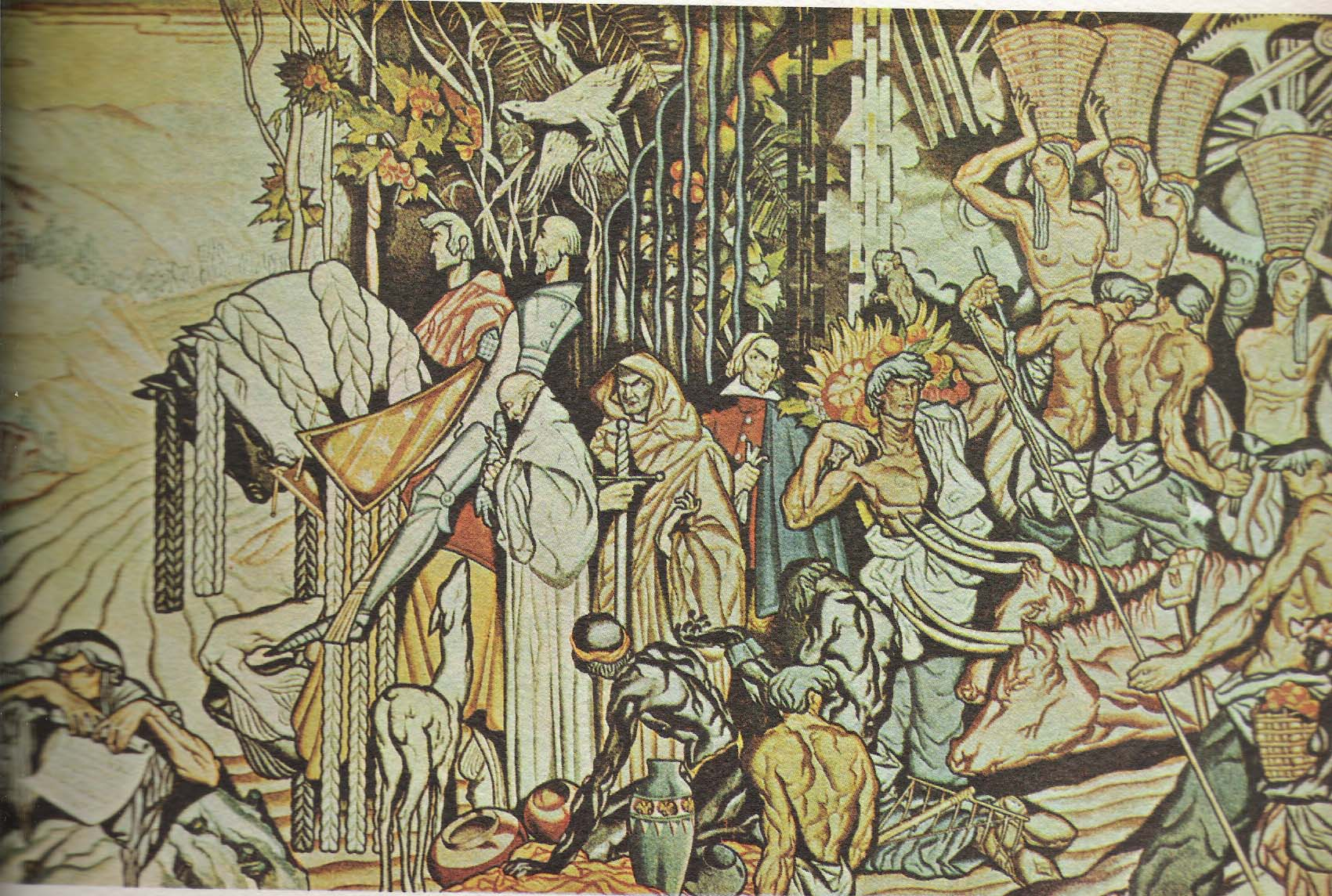
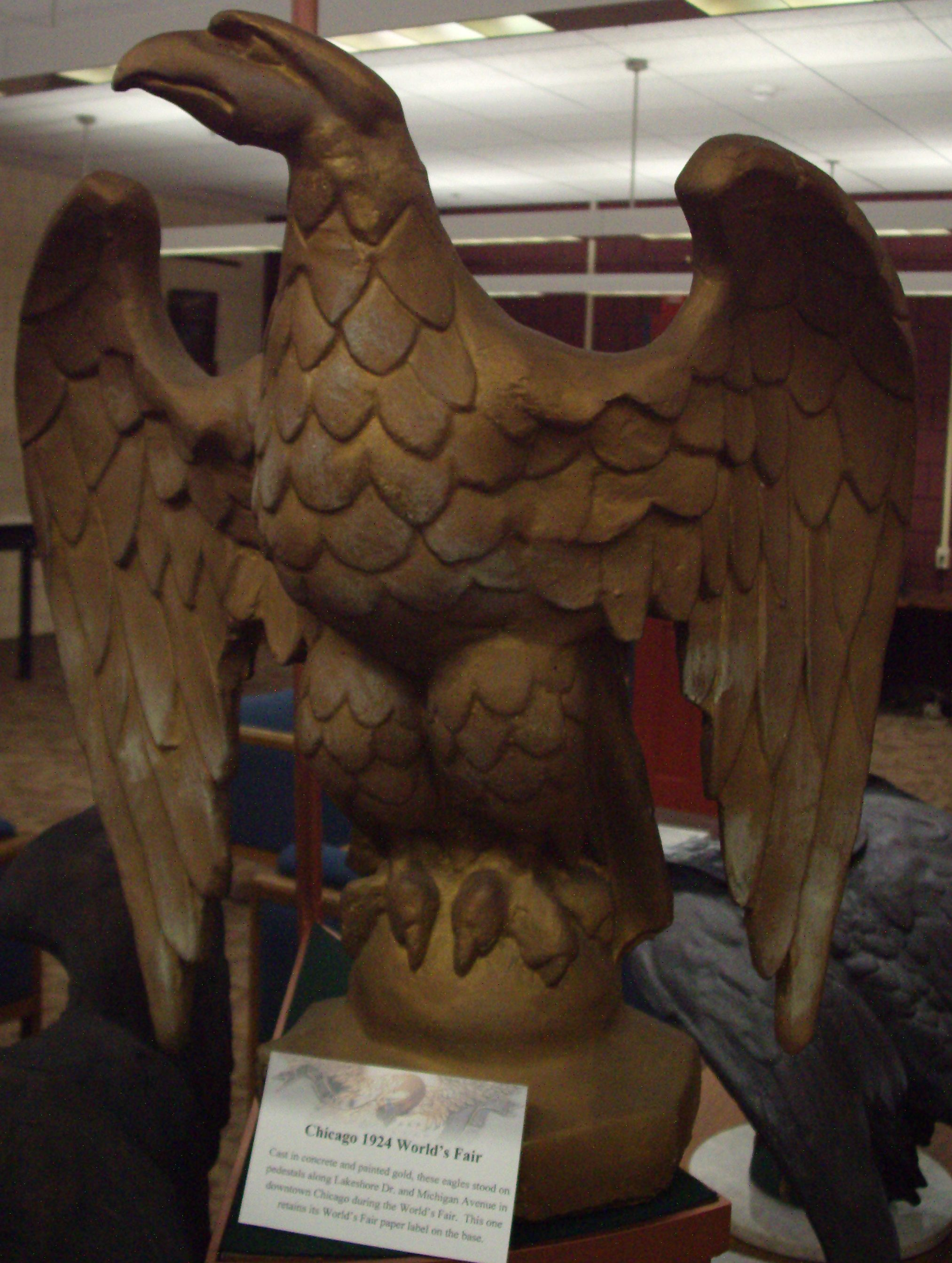

## Articole conexe
- Burnham Park